# 吳儀 (弘治進士)
吳儀（1467年—？），字德隅，號蒼峪，河南衛輝千戶所人，軍籍，明朝政治人物。

## 生平
弘治十一年（1498年）戊午科河南鄉試第十三名舉人。弘治十五年（1502年）中式壬戌科會試第二百六十八名，三甲第一百名進士。授宁晋知县，正德二年（1507年）三月选授工科给事中，三年查盘宁夏固原等处仓场，回京時因未贿赂劉瑾，四年正月考察被黜職为民。

## 家族
曾祖吳誠；祖父吳敬；父吳諒。前母劉氏；母趙氏。慈侍下。兄俊（義官）。弟俸。